# Форрестер, Морин
Морин Форрестер (25 июля 1930, Монреаль, Канада — 16 июня 2010, Торонто, Канада) — канадская оперная певица (контральто).

## Биография
Родилась и выросла в небогатой семье. Рано начала работать, из-за этого пришлось бросить школу.
Заняться вокалом её уговорил вернувшийся с войны брат. Сначала Форрестер пела в тональности сопрано, продолжила в меццо, а закончила свою карьеру, исполняя партии в контральто.
Успех её профессиональной карьеры связывают со знакомством с Джоном Ньюмарком. Удачно дебютировала в 1953 г. с 9-й симфонией Бетховена. С фестивалем «Jeunesses Musicales» много гастролировала по Европе. В январе 1955 г. состоялся её европейский дебют в парижском зале Гаво.
В 1968 г. выступила на Зальбурцгском фестивале с кантатой Stabat Mater Джованни Баттиста Перголези. В 1975 г. с большим успехом выступила в «Metropolitan Opera» в Нью-Йорке в «Золоте Рейна» Рихарда Вагнера и «Бале-маскараде» Верди. Критики особо выделяли исполнение певицей произведений Густава Малера. Как концертная певица регулярно выступала до середины 1990-х гг., последний раз выйдя на сцену в 2001 г.
В 1983—1988 гг. — председатель Канадского Совета по Искусствам (Canada Council for the Arts).
С 1957 по 1974 гг. была замужем за скрипачом Юджином Кэшем, воспитала четырёх дочерей и сына.
Премия Джуно (1971). Удостоилась собственной звезды на Канадской аллее славы, и её именем был назван канадский зал Оперы.